# Cock (patronyme)
Pour les articles homonymes, voir Cock.
Cock est un nom de famille néerlandais et flamand porté par de nombreux peintres originaires de Flandre ou de Hollande, actifs du XVe au XXe siècle.

## Étymologie
Le nom « Cock » signifie « cuisinier » et, sous la forme De Cock « le cuisinier ».

## Variantes
Cock, Coeck, De Cock, De Coeck.

## Biographies
Biographies succinctes des Cock notoires, dont certaines sont développées dans l'article correspondant.

### Famille de Cock
- Jan de Cock, dit aussi Cock Wellens de, né vers 1480 à Leyde, mort vers 1526 à Anvers. Peintre de compositions religieuses et de paysages animés des XVe – XVIe siècles. École flamande. Père de Hieronymus et de Matthijs. On le dit disciple de Bosch, il est maître à Anvers en 1503, puis doyen de la Guile de Saint Luc[1],[2],[3], dont :
  - Hieronymus Cock ou Jeronimus ou Koch, né en 1507, mort le 3 octobre 1570 à Anvers. Peintre de sujets religieux, portraits, paysages, paysages d'eau, graveur et dessinateur du XVIe siècle. École flamande. Fils de Jan Wellens alias Cock et frère de Matthijs Cock, il est éditeur d'estampes avec son épouse Volcxken Diericx. Sa boutique à Anvers Aux Quatre Vents est réputée dans toute l'Europe occidentale comme un lieu de rencontre de l'humanisme d'après Érasme et, par voie de conséquence, des débuts du maniérisme en peinture[4],[1].
  - Matthijs de Cock ou Mathys ou Matthys, dit Wellens de Cock, né vers 1509, mort en 1548 à Anvers. Peintre de paysages, graveur, dessinateur flamand du XVIe siècle. Fils aîné de Jan Wellens alias Cock, et frère de Hieronymus. Il voyage en Italie puis retourne à Anvers. En 1540 il est maître de la guilde de Saint Luc, ayant pour élève Jacob Grimmer, son neveu Willeken van Santvoort et, vers 1550, Jan Keynooghe[5],[4].

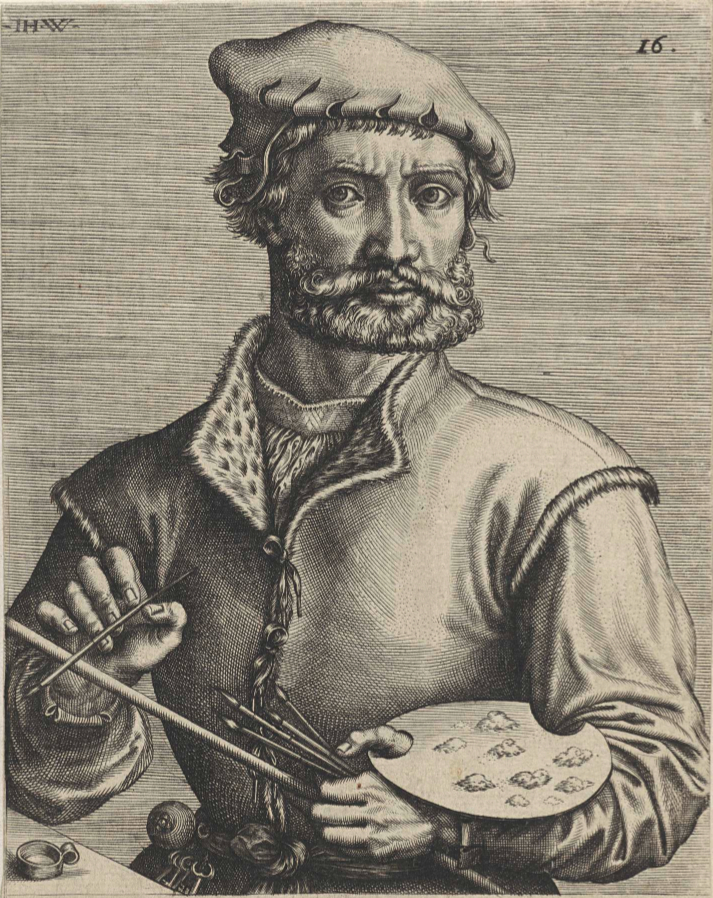
Portrait de Pieter I

### Famille Coeck van Aelst
- Pieter I Cock van Aelst ou Coecke van Aelst, ou Kœck van Aelst, Alsloot, aloost, fils de l'adjoint au maire du village de Aelst, né dans ce village le 14 août 1502, mort en 1550 à Bruxelles. Peintre, sculpteur, architecte, dessinateur de tapisseries du XVIe siècle. École flamande. Élève de Baren van Orley à Bruxelles de 1517 à 1521, il part en Italie en 1521, et admis dans la guilde d'Anvers, en 1527 il a deux fils avec Anna van Dornicke (fille de Jan Mertens), Pieter et Michel (qui peut être : Michiel Coeck actif à Anvers en 1544). Une fois veuf, il a deux autres fils naturels, Pauwel et Antoon. Par la suite, il épouse la miniaturiste Maria Verhulst (morte en 1600) avec qui il a trois enfants : Pauwel, Katelyne et Maria laquelle épouse son élève[n 1] Pieter Brueghel I[5],[6], marié avec :
- Marie Bessemers dite aussi Mayken Verhulst, née à Malines en 1518 et morte en 1599. Peintre du XVIe siècle. École flamande. Mariée à Pieter Coecke van Aelst en 1538 avec qui elle a un fils Paul qui devient peintre, et deux autres enfants[5], dont :
  - Pieter II Cock van Aelst ou Coecke van Aelst, né avant 1527, mort avant 1559. Peintre du XVIe siècle. École flamande. Fils de Pieter I, il se marie à Anvers le 28 janvier 1552. Élève de Dieken de la Heele il est lui-même maître de Gillis van Coninxloo et probablement de Gilles de la Hee ou Heele[7].
  - Aelst Pauwels van Cock ou van Aelst Coecke, Aelst van Kock, né vers 1529, mort à Anvers (?). Peintre de fleurs du XVIe siècle. École flamande. Fils naturel et élève de son père Pieter I Cock van Aelst. Il copie Des tableaux de Jan Mabuse et peint Des vases de fleurs[5].

### Cock de Flandre
- Jacob Cock ou Coeck, Koecks, peintre du XVIe siècle. École flamande. Actif à Anvers il est l'élève de Heynderic Thonis en 1521 et maître en 1528[1].
- Jan de Cock (verrier), mort vers 1625,à Anvers. verrier des XVIe – XVIIe siècles. Élève de Joos de Momjen en 1591[1].
- Jacques de Cock ou Cocx, Kockx, mort en 1665 à Gand. Sculpteur et architecte du XVIIe siècle. École flamande. Reçu maître à Gand en 1631. Il travaille surtout à Bruges et à Gand[1].
- Jeremias Cock ou Kock, Peintre du XVIIe siècle. École flamande. Actif à Anvers en 1657[1].
- Cornelis Cock ou Coeck, graveur du XVIIe siècle. Élève de Peeter III de Jode (né en 1648). École flamande. Il est actif à Anvers[1].
- Franciscus de Cock, né en 1643 à Anvers, mort le 18 juillet 1709 dans cette même ville, dessinateur et architecte des XVIIe – XVIIIe siècles. École flamande. Après un voyage en Italie, il est Chanoine et chantre d'Anvers. Il a pour élève Michel Cabaey l'Ancien. Il devient un grand collectionneur[1].
- Jan Claudius de Cock ou Cocq, Koco, né en 1667 ou 68 à Anvers, mort en 1735. Peintre de sujets religieux, mythologique, sculpteur sur ivoire, graveur des XVIIe – XVIIIe siècles. École flamande. Élève de Peter Verbruggen (1609-1686) en 1682. Il décore le Château de Guillaume III à Breda, sous la direction de Jacob Romans (XVIIe siècle). Maître en 1688, il est aussi poète[1].
- Paul Joseph de Cock, né le 21 juin 1724 à Bruges, mort le 29 décembre 1801. Peintre et architecte du XVIIIe siècle. École flamande. Sa nationalité n'est pas indiquée. Élève de Mathias de Vischo puis, directeur de l'Académie de Bruges en 1775. Ses œuvres sont conservées dans cette même ville[5].

### Cock de Hollande
- Gysbertsz Claes Cock, verrier du XVIIe siècle. Actif à Utrecht vers 1620-1621. Hollandais[8].
- Cornelis Hendricxz de Cock, peintre verrier du XVIIe siècle. Né près d'Utrecht. École flamande. Il est reçu maître à Gand en 1619[9].
- Marten de Cock, peintre hollandais du XVIIe siècle. En 1630, il vit à Amsterdam. Plusieurs œuvres de cet artiste sont mentionnées dans des inventaires de son époque. Certains historiens l'identifient à Martin Cock actif de 1608 à1647[10].
- Willem Cock, peintre hollandais du XVIIIe siècle. Il est reçu bourgeois d'Amsterdam en 1720[5].

### Famille De Cock
- Nn de Cock, dont :
  - Xavier De Cock, né à Gand le 10 mars 1818, mort à Deurle le 11 août 1896. Peintre de scènes de genre, animalier, paysages animés, paysages, aquarelliste belge du XIXe siècle. Frère de César De Cock, élève de Ferdinand de Braekeleer à l'École des Beaux-Arts d'Anvers, il séjourne à Paris de 1852 à 1860[5],[4], dont :
    - Frans De Cock, né en 1864 à Deurle, mort en 1942 à Laethem-Saint-Martin. Peintre de paysages, animalier des XIXe – XXe siècles. belge. Il est le fils et l'élève du peintre Xavier De Cock et neveu de César De Cock[1],[11].

  - César De Cock, né en 1823 à Gand, mort en juillet 1904 dans cette même ville. XIXe siècle. Peintre de scènes de genre, animaux, paysages animés, paysages, paysages d'eau, natures mortes, fleurs, aquarelliste et graveur du XIXe siècle. Actif en France, belge. Frère de Xavier De Cock. Élève à l'École des Beaux-Arts de Gand, ses principales activités sont d'abord la musique et le chant, puis, atteint de surdité il se consacre exclusivement à la peinture. Élève de Daubigny et de Louis Français. Il travaille longtemps en France où il se lie d'amitié avec Corot, Rousseau, Diaz et Troyon[8],[11], marié avec :
  - Julia Élisabeth De Cock, née Stigzelius, née en 1840 à Korpo, la date de sa mort n'est pas mentionnée. Peintre paysagiste belge du XIXe siècle. Elle épouse en 1879 le peintre César De Cock après avoir séjourné et travaillé à Paris et à Stockholm[1], dont :
    - Élisabeth De Cock, peintre belge des XIXe – XXe siècles. Fille de Cesar De Cock[1].

### Autres Cock
- John Cock, graveur britannique du XIXe siècle. Il travaille d'après John Milton (graveur du XVIIIe siècle).
- Gilbert de Cock, né en 1928 à Knokke. Peintre, sculpteur, sérigraphe à tendance Art abstrait-géométrie du XXe siècle. Il est élève de l'Académie des Beaux-Arts de Bruges. Il obtient le Prix Europe de peinture en 1966, et le Prix de la ville de Knokke en 1967[1],[12].

## Pour approfondir